# إيمان (اسم)
إِيْمَان هو اسم علم مؤنث من أصل عربي، ومعناه هو التصديق وشرعا التصديق بالقلب والإقرار باللسان والعمل بالجوارح.

## التراث الديني
عموما في التراث الديني الإبراهيمي القديم، يشير الإيمان بشكل عام إلى الإيمان بالله: وهو التصديق الجازم بوجود الله.
- على المعنى الثقافي الإسلامي هو التسليم المقترن بالإيمان بالله والتصديق بالقلب.

والمؤمن أعلى مرتبة من المسلم، لوقله تعالى: ﴿قَالَتِ الْأَعْرَابُ آمَنَّا قُلْ لَمْ تُؤْمِنُوا وَلَكِنْ قُولُوا أَسْلَمْنَا وَلَمَّا يَدْخُلِ الْأِيمَانُ فِي قُلُوبِكُمْ﴾ فهو ما صدق به القلب ونطق به اللسان وعملت به الجوارح بما يقترن بالفضيلة والصفاء.
- ويسمي النصارى بناتهم «إيمان» أي إيمانا بديانة المسيح عليه السلام السماوية، والعمل على التمسك بتعاليم الإنجيل، والثقة التامة بطريق الخلاص الذي بشر به عيسى عليه السلام، والعمل على ترقية النفس والروح إلى مراتب ومراقي عليا.
- وتدل تسمية إيمان في الثقافة اليهودية على الاقتراب إلى الله تعالى باتمام الوصايا الإلهية، وهو أكثر قربا إلى ما يراه موسى بن ميمون أن إتباع تعاليم التوراة أحد «أساسيات الإيمان الثلاثة عشر» حسب الرؤية الميمونية.

## الدلالات الإنسانية
بشكل عام يدل اسم إيمان على الإيمان بالمبادئ والقيم المثلى وعلى العمق في المشاعر، ورفض التفاهة والسطحية. قد تشير إلى الإنسان الصادق في أحاسيسه، والأمين والمستأمن بين الناس قولا وفعلا، الذي يمكن الاعتماد عليه من المحيطين به عند الحاجة الماسة.

## أماكن وأعلام تحمل اسم إيمان
- الإيمان 3: إحدى القرى التابعة لمركز كوم حمادة في محافظة البحيرة في جمهورية مصر العربية.
- إيمان العبيدي: إحدى رموز الثورة الليبية وضحايا جهاز التعذيب، ساهمت قضيتها في تأجيج الثورة الليبية وإسقاط نظام العقيد معمر القذافي.
- إيمان عياد: إعلامية فلسطينية. من بلدة بيت ساحور في جنوب القدس. تعمل حالياً في قناة الجزيرة، حيث انضمت إليها في 1999 كمذيعة أخبار رئيسية ومقدمة برامج.
- إيمان البحر درويش: مغني مصري. حاصل على بكالوريوس هندسة، من مشاهير الطرب العربي في مصر، جده الفنان سيد درويش. عمل إيمان البحر على إعادة إحياء أعمال جده سيد درويش فقدمها بطريقة لاقت إعجاباً كبيرا.
- مسجد الإيمان (سنغافورة): من أجمب مساجد سنغافورة مكون من أربعة طوابق افتتح في مايو من عام 2003.
- مسجد ايمان الدين الكبير: يقع المسجد في بيراو في كالمنتان الشرقية، هو مسجد قديم تشير التقديرات إلى أن عمره أكثر من 200 سنة.
- إيمان بيطار، ممثلة وممثلة صوت لبنانية